# Agente comunitário de saúde bucal
Agente comunitário de saúde bucal trata-se de pessoal de apoio que trabalha em comunidades isoladas onde não existam recursos formais de atenção odontológica, sob supervisão eventual ou periódica profissional da odontologia, prestando cuidados primários de saúde à população local.
E conhecido nos países em desenvolvimento como Trabalhador Primário de Saúde e quase sempre é um membro da comunidade na qual trabalha.
Recebe um treinamento básico variável entre 50 e 300 horas, na dependência das tarefas que lhe são cometidas e da sua formação geral.
Há três subtipos a considerar:
1. agentes específicos de odontologia com atribuições básicas amplas no campo da operatória dental;
2. agentes específicos de odontologia com atribuições limitadas e elementares no campo da operatória dental; e,
3. agentes de saúde geral do sistema médico.

Em sentido estrito, o ACSB não se constitui num tipo distinto de recurso humano em Odontologia, pois suas funções confundem-se ou com as terapeuta dental, ou com as da higienista dental. Está aqui identificado em separado com a intenção de destacar a importância do seu trabalho, considerando que pelo menos uma característica lhe é típica: o isolamento geográfico do sistema formal de prestação de cuidados de saúde, com o qual se relaciona só eventual ou periodicamente.
O princípio essencial de que em cada comunidade humana deve haver uma pessoa que faça Odontologia só pode ser universalmente se a figura do ACSB for aceita.
Tratando-se de população sem acesso próximo ao sistema de atenção pública ou privada e com índices altos ou moderados de problemas bucais, não se pode limitar o trabalho do ACSB ao desempenho de ações preventivas e educativas, uma vez que existe uma ativa demanda por cuidados curativos básicos que deve ser satisfeita.
O ACSB com atribuições básicas ampliadas de operatória vem sendo utilizado em regiões com escasso pessoal profissional e crescentes problemas dentais, como por exemplo em Moçambique, Tailândia ou Papua-Nova Guiné, procurando assegurar cuidados preventivos e tratamentos de emergência às doenças de maior ocorrência entre a população em geral.